# Ashizuri-Uwakai-Nationalpark
Der Ashizuri-Uwakai-Nationalpark (japanisch 足摺宇和海国立公園, Ashizuri-Uwakai Kokuritsu Kōen) befindet sich in der Region Shikoku. Der 11.166 ha große Nationalpark erstreckt sich über die Präfekturen Ehime und Kōchi. Der Park wurde 1955 zunächst noch als Quasi-Nationalpark gegründet, bevor er 1972 um die Regionen in Uwakai erweitert und als Ashizuri-Uwakai-Nationalpark deklariert wurde. Mit der IUCN-Kategorie V ist das Parkgebiet als Geschützte Landschaft/Geschütztes Marines Gebiet klassifiziert. Das Schutzgebiet in gewöhnliche, geschützte, besonders geschützte und Meeresschutzgebiet-Zonen unterteilt.

## Geografie

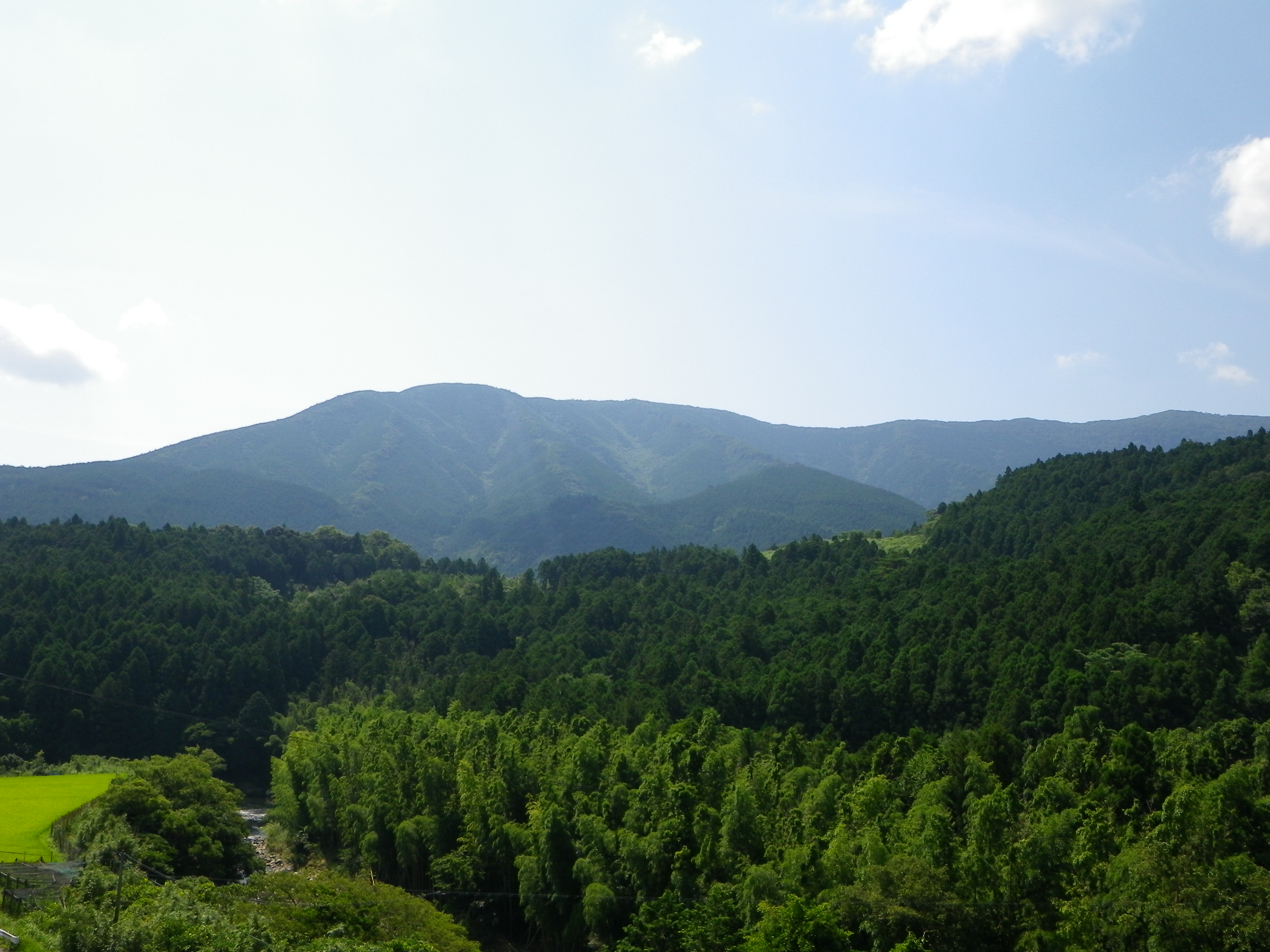
Sasayama

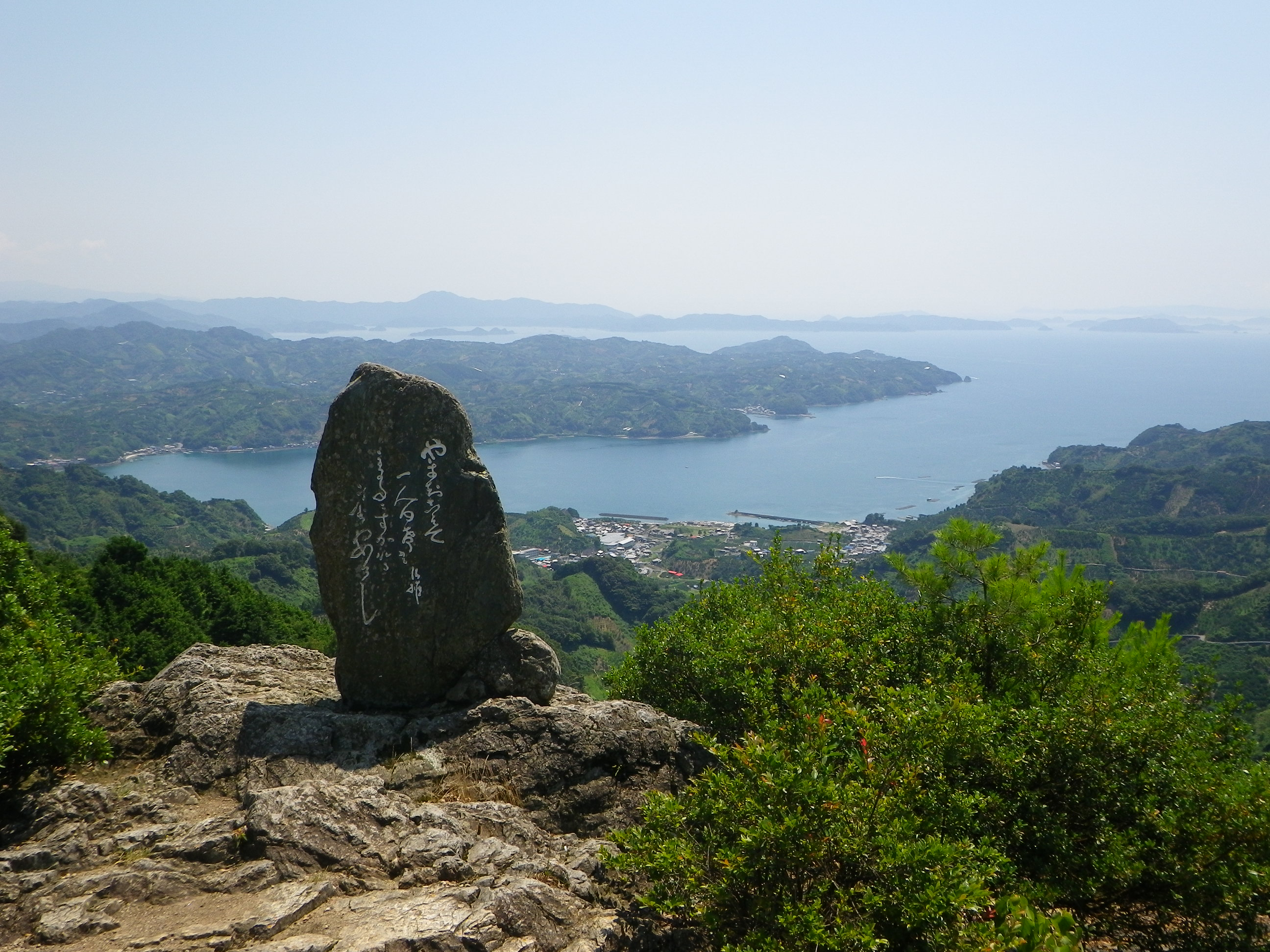
Hoketsutoge-Pass

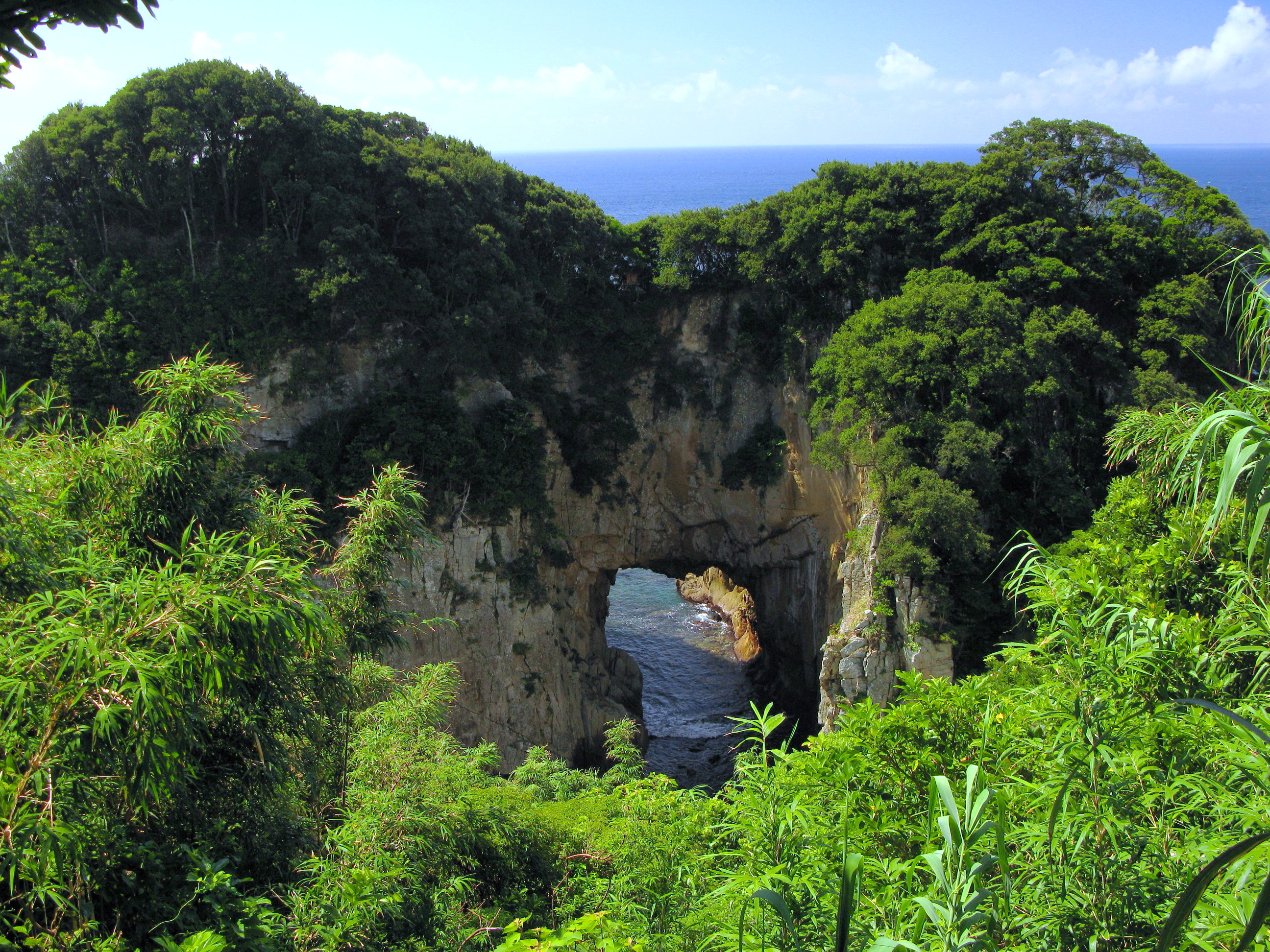
Tosashimizu Hakusan-doumon

Der Park beinhaltet mehrere nicht zusammenhängende Küstenabschnitte und zahlreiche Inseln im Südwesten Shikokus. Einige der größeren Inseln sind Okinoshima, Oitsukami-jima, Ugurushima und Kashima. Durch die warme japanische Meeresströmung gibt es zudem trotz des höheren Breitengrades artenreiche Korallenriffe. Drei weitere Teilgebiete des Parks liegen weiter im Inland um den Berg Sasayama, entlang der Nametoko-Schlucht und dem Hoketsutoge-Pass.

## Flora und Fauna
Entlang der Küste wachsen immergrüne Wälder aus Eichen der Arten Quercus phillyraeoides und Quercus salicina. Zudem sind Scheinkastanien der Art Castanopsis sieboldii verbreitet an deren Wurzeln die Heidekrautart Mitrastemon (Mitrastemonaceae parasites) wächst, sowie Kerb-Buchen (Fagus crenata). Dazwischen finden sich beispielsweise Enziangewächse (Tripterospermum japonicum), Orchideen der Netzblatt-Gattung und Lorbeergewächse (Machilus thunbergii).
Am Kap Ashizuri wachsen subtropische Pflanzen wie die Palmengattung Livistona (Livistona chinensis), Pfeilblätter (Alocasia odora), Marattiaceae-Farne, Feigen (Ficus superba) und Kolonien von rotblühenden Kamelien (Camellia japonica).
An den Stränden wachsen Kratzdisteln (Cirsium maritimum) und Chrysanthemen (Chrysanthemum japonense) sowie Orostachys japonica an den Klippen. Am Sasayama im Inland sind vor allem Rhododendren (Rhododendron pentaphyllum var. shikokianum) verbreitet.
In den Korallenriffen in der Minokoshi-Bucht vor der Stadt Tosashimizu wachsen große Kolonien der Steinkorallen-Art Pavona decussata. Sie sind in der Präfektur Kōchi als Naturdenkmal ausgewiesen. In der im Westen gelegenen Nishiumi-Region sind hingegen eher Weichkorallen verbreitet.
Zu den größeren Tierarten im Park gehören Japanmakaken, Sikahirsche und die von der IUCN als gefährdet eingestuften Unechte Karettschildkröten. Letztere nutzen einige der Strandabschnitte zur Eiablage. Unter den Vogelarten finden sich der Japanalk, die Kormoranart Phalacrocorax capillatus, der Amurbussard und Weißgesicht-Sturmtaucher (Calonectris leucomela).

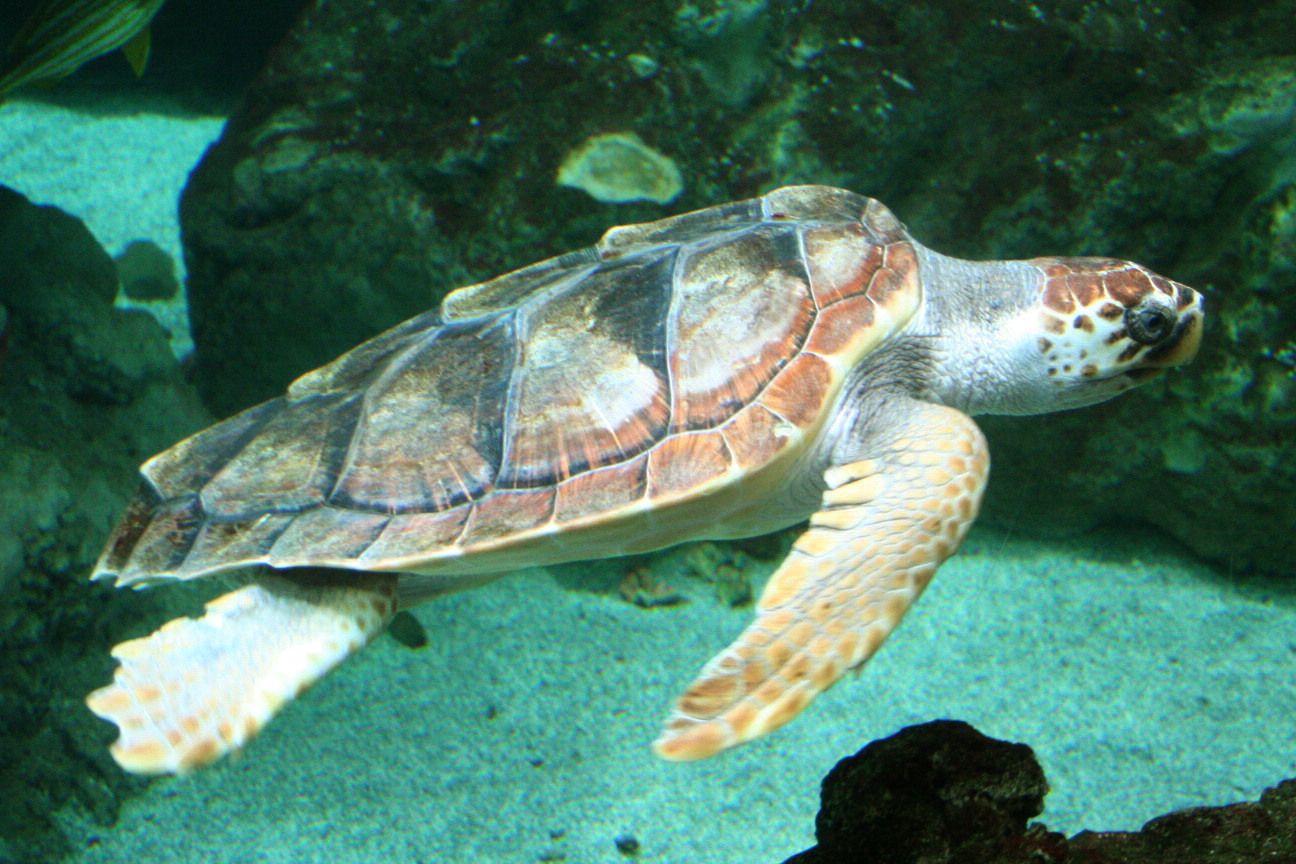
Unechte Karettschildkröte
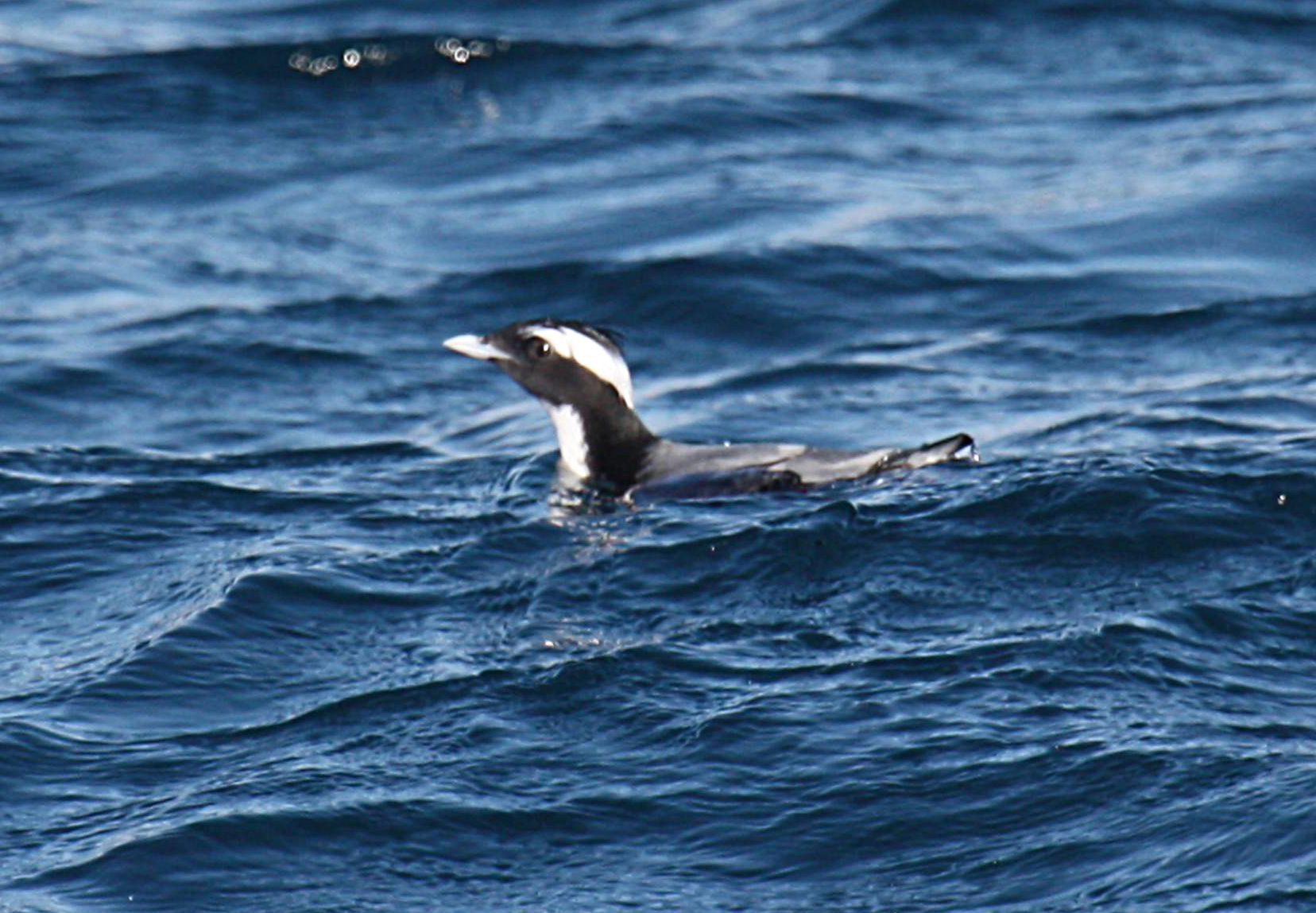
Japanalk
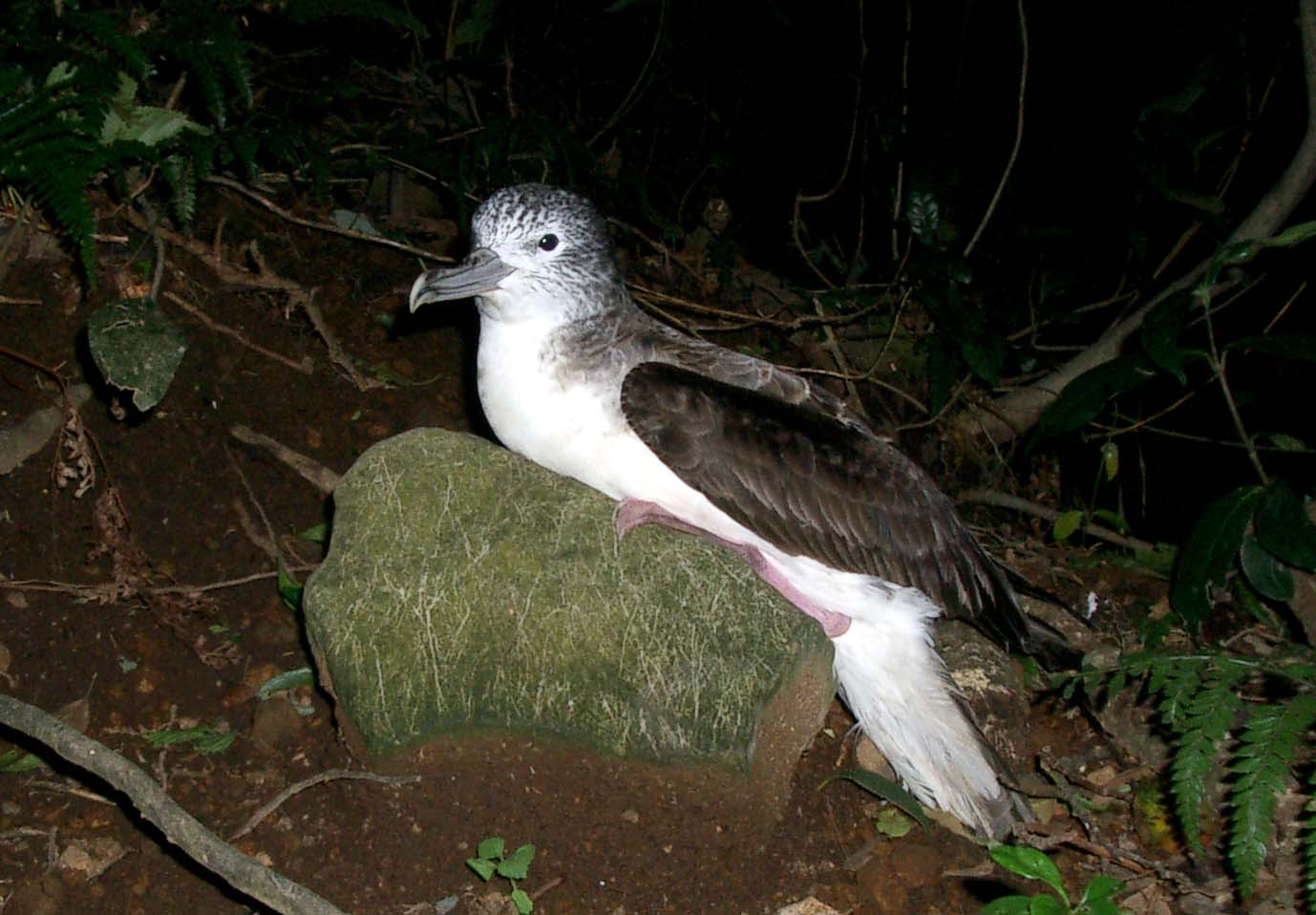
Weißgesicht-Sturmtaucher

## Tourismus
Die jährlichen Besucherzahlen standen zuletzt bei 1,6 Millionen (Stand 2013).